# El imperio de la fortuna
El imperio de la fortuna è un film del 1986 diretto da Arturo Ripstein.

## Riconoscimenti
- Premio Ariel - Miglior attore a Ernesto Gómez Cruz[1]
- Festival internazionale del cinema di San Sebastián - Miglior attore a Ernesto Gómez Cruz